# پولیبیوس

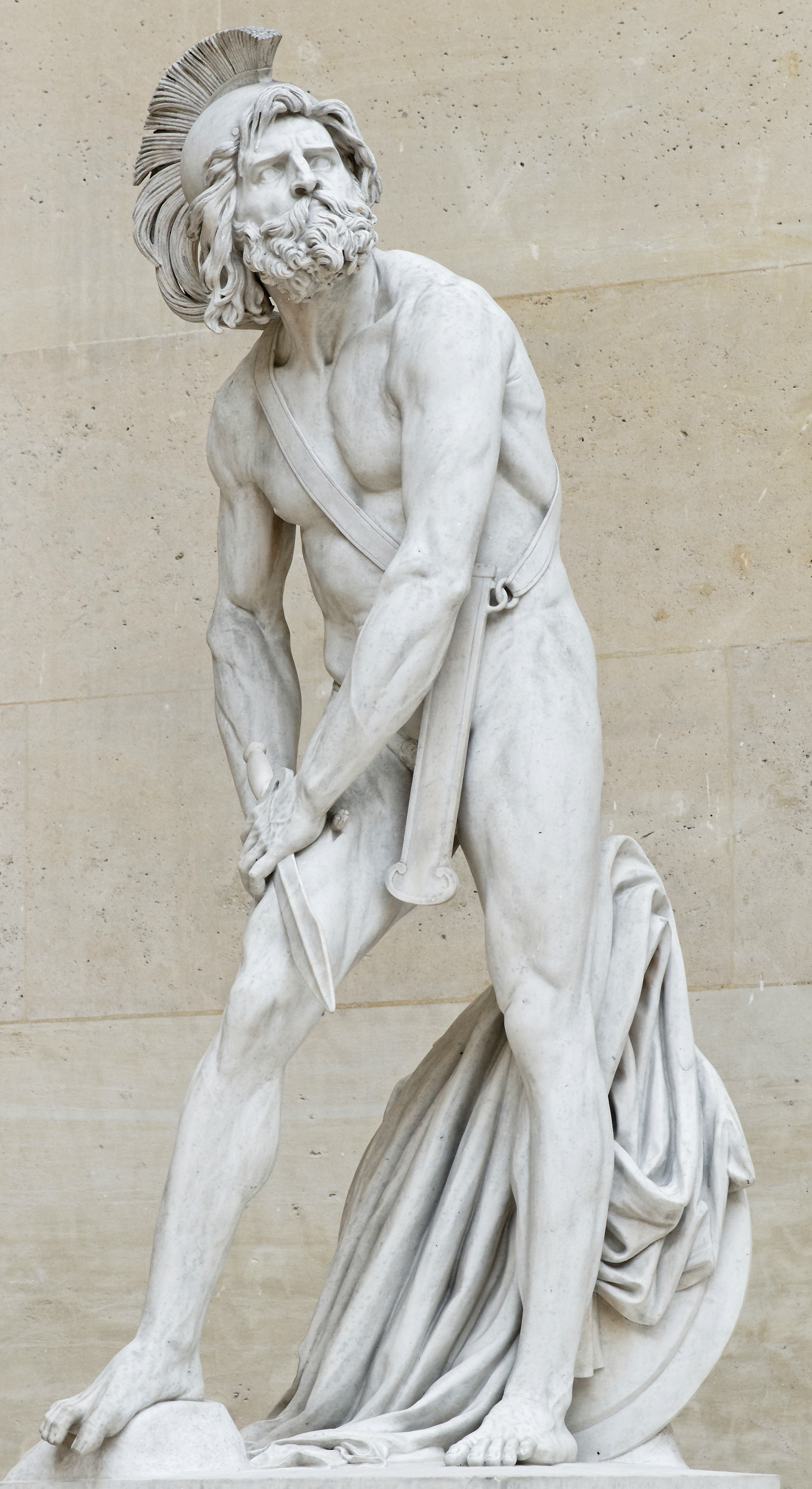
تندیس پولیبیوس

پولیبیوس (به انگلیسی: Polybius)؛ (حدود ۲۰۵–۱۲۵ پ.م) تاریخ‌نویس اهل مگالوپولیس آرکادیا (واقع در شبه‌جزیرهٔ پلوپونز یونان) بود.
اثر مشهور او تواریخ نام دارد که دربارهٔ تاریخ روم و کشورهای اطراف است.
پولیبیوس در ۸۲ سالگی درگذشت. او مورخ، جغرافی‌دان و رواقی معروفی بود که باید نخستین مورخ تاریخ جهان دانسته شود. پولیبیوس صرف‌نظر از سبکش، یکی از بزرگ‌ترین مورخان است.
او تاریخ یونان و جمهوری روم را در ۴۰ کتاب نوشت، که بیشتر به سال‌های ۲۲۰ تا ۱۴۶ ق م مربوط می‌شد. در مقدمهٴ مفصل اثرش (کتاب‌های اول و دوم) هدف و نظریهٴ تاریخ را مطرح کرد: هدف تاریخ اثبات حقیقت و تعلیم است، و اصول اساسی آن عبارت است از (۱) مطالعهٴ اسناد؛ (۲) مطالعهٴ جغرافیا؛ (۳) مطالعهٴ سیاست و علم نظام.
پولیبیوس برای جغرافیای انسانی اهمیت زیادی قایل شد و لزوم توصیف زمینهٴ جغرافیایی حوادث بشری را تأکید کرد. او خود مقدار بسیار معتنابهی از معلومات جغرافیایی دست اول داشت، سفرهای دور و درازی کرده بود و معلومات فراوانی داشت.
تألیفاتش مرحلهٴ مهمی در تاریخ فکری یونان به شمار می‌رود، در اینجاست که برای نخستین بار روح یونانی با روح رومی واقعاً تماس پیدا می‌کند.